# Hill City (Kansas)
Hill City è un comune degli Stati Uniti d'America, situato nello Stato del Kansas, nella contea di Graham.